# Dypsis rakotonasoloi
Dypsis rakotonasoloi är en enhjärtbladig växtart som beskrevs av Rakotoarin. Dypsis rakotonasoloi ingår i släktet Dypsis och familjen Arecaceae. IUCN kategoriserar arten globalt som akut hotad.
Artens utbredningsområde är Madagaskar. Inga underarter finns listade i Catalogue of Life.